# Carmageddon
A Carmageddon a Stainless Software fejlesztette autós harcolós (car combat) játék. Az Interplay és az SCi adta ki. Egy 1975-ös "kultikus" film a Death Race 2000 inspirálta készítését.
Több országban (például Németországban és egy rövid ideig az Egyesült Királyságban) a játék csak zombikat vagy robotokat tartalmazott. Az élőholtak elütése etikusabbnak tűnt. Nem hivatalos "blood patch"-ek kerültek kiadásra, melyek kicserélték a zombik grafikáját és hangját véresebb változatokra. Később hivatalos patchek érkeztek a fejlesztőktől, melyek eltüntették a cenzúrát.
Említésre méltó a játék akkori szemmel nézve realisztikusnak számító fizikája, valamint a film készítő módja. Első példája továbbá, a menj-bárhova 3D-s autós játékoknak.
A játék bevezető videója alatti zene a Fear Factory zenekar Demanufacture albumának 3. száma, a Zero Signal alapja, vokál nélkül. A Demanufacture és a Body Hammer c. nóták is megtalálhatók a hivatalos OST-k között szintúgy vokál nélkül.

## Játékmenet
A játékos egy járművet vezet több másik számítógép vezérelte ellenfél ellen mindenféle területeken (például külváros, síparadicsom, hegyvidék, MagnaChem vegyipari nagyvállalat területe). Korlátolt idő áll rendelkezésre a "verseny" teljesítésére, ami nem növelhető checkpointok érintésével, viszont időbónuszok gyűjtésével, az ellenfélben történő kártétellel és a gyalogosok elütésével igen. A játék elején két jármű közül választhatunk.
Három módon nyerhetünk versenyt: teljesítjük a megadott köröket, hazavágjuk az összes ellenfelet, illetve átgázolunk minden gyalogoson.
Versenyek során pénzt szerzünk: checkpointok érintésével, ellenfelekkel történő ütközések során, gyalogosok elütésével, bónuszok begyűjtésével, a kocsival történő mutatványok végrehajtásával (pl. levegőben pörgés, nagy látványos esések). A kocsi javítása valamint visszaállítása pénzbe kerül. Kredit pontjaink szempontjából lehetünk nyereségesek és veszteségesek. Versenyek végeztével aztán jóváíródik az adott eseményen szerzett, vagy vesztett összeg. Két "verseny" között ezen krediteket felhasználva 3 kategóriából vehetünk fejlesztéseket amivel az autónk motorját, páncélzatát és ütőerejét növelhetjük. Minden kategória négy-négy fejlesztést tartalmaz. Értelemszerűen minél drágább, annál jobb. A fejlesztések autócsere során is megmaradnak.
Ahogy haladunk előre a játékban úgy szerezhetünk újabb és újabb járműveket. A játék automatikusan időről időre egy-egy autót néha a játékos autócsere-listájához ad, persze csak akkor ha tönkretettük azt a verseny közben, függően a játékos helyezésétől a ranglistán. Persze ha megölünk egy adott ellenfelet, semmi garancia nincs rá hogy megkapjuk valaha is a járművét, de van rá esély. Az autók kb. 40%-a megszerezhető. A többi autó csak a játék végén, jutalomként oldódik fel a pályákkal együtt. A játék közben megszerezhetetlen autók "cheat" felirattal jelennek meg a listában.

## Kiegészítések
Később még 1997-ben jelent meg a kiegészítő a Carmageddon Splat Pack. Jópár új pályával és kocsival gazdagodott a játék, valamint Glide támogatást is kapott, melyet a kor vezető 3D gyorsítói, a 3Dfx Voodoo-i tudtak kihasználni.

## Tippek
Mind a Microsoft Windows mint a DOS verziót lehetséges magasabb felbontásban futtatni a -hires kapcsolóval. Pl: "carma.exe -hires"
Lehetséges továbbá akár 1600×1200-as felbontásban is játszani Glide wrapperrel mint például a dgVoodoo. Glide módban futtatva javul a minőség és a teljesítmény is.
Még egy apró módosítás, ha a "Data\Options.txt" fájlban megnöveljük a "Yon" értékét, mely a látási távolságot növeli.
Windows XP környezetben a VDMSoundot használva tudunk hangot csiholni a játékban.

## Portok
Eredetileg 1997-ben jelent meg PC-re. Később portolták Windows-ra (1997), Macintoshra (1997), PlayStationre (1999), Nintendo 64-re (2000) és Game Boy Colorra (2001). A PlayStation és Nintendo 64 verziók jobban hasonlítanak a Carmageddon II-re. 2012-ben elkészült az iOS-es verzió is. 2013 Május 10 óta Androidra is elérhető.

## Folytatások

### Kiegészítők
- Carmageddon – Max Pack
- Carmageddon – Splat Pack

### Folytatások
- Carmageddon II: Carpocalypse Now
- Carmageddon 3 – Total Destruction Racing 2000
- Carmageddon: Reincarnation
- Carmageddon – Max Damage